# Levkovîci, Ovruci
Levkovîci (în ucraineană Левковичі) este localitatea de reședință a comunei Levkovîci din raionul Ovruci, regiunea Jîtomîr, Ucraina.

## Demografie
Componența lingvistică a localității Levkovîci
     Ucraineană (99,56%)
     Alte limbi (0,44%)
Conform recensământului din 2001, majoritatea populației localității Levkovîci era vorbitoare de ucraineană (99,56%), existând în minoritate și vorbitori de alte limbi.